# 搞笑者們
搞笑者們是台灣的多人的搞笑組合，由吳鳳領軍而組成，以舞台劇為主，現在的主要成員為張立東、無尊、黃豪平、陳大天、惡魔、林東緒、大愷、大寶。

## 成員
| 姓名                      | 綽號   | 年齡 | 參與舞台                                                             | 備註                 |
| ------------------------- | ------ | ---- | -------------------------------------------------------------------- | -------------------- |
| 張立東                    | 立東   | 41   | 《口碑加演場》 《騙笑耶》 《我的搞笑時代》 《笑感動天》 《一笑擎天》 | 《搞笑者們》的創始人 |
| 納豆                      | 納豆   | 44   | 《老大的金蛋》                                                       |                      |
| 謝駿毅                    | 無尊   | 33   | 《口碑加演場》 《騙笑耶》 《我的搞笑時代》 《笑感動天》 《一笑擎天》 | 《搞笑者們》的創始人 |
| 黃豪平                    | 豪平   | 36   | 《口碑加演場》 《騙笑耶》 《我的搞笑時代》 《一笑擎天》              | 《搞笑者們》的創始人 |
| 陳大天                    | 小蝦   | 36   | 《口碑加演場》 《我的搞笑時代》 《笑感動天》 《一笑擎天》            |                      |
| 風田                      | 風田   | 33   | 《老大的金蛋》                                                       |                      |
| 張孟豪                    | 惡魔   | 29   | 《口碑加演場》 《騙笑耶》 《笑感動天》 《一笑擎天》                  | 《搞笑者們》的創始人 |
| 林東緒                    | 小胖   | 39   | 《我的搞笑時代》 《笑感動天》 《一笑擎天》                           |                      |
| 夏大寶                    | 夏大寶 | 40   | 《口碑加演場》 《騙笑耶》 《我的搞笑時代》 《笑感動天》 《一笑擎天》 | 《搞笑者們》的創始人 |
| 已離開 / 去留不明確的成員 |        |      |                                                                      |                      |
| 吳承鳳                    | 吳鳳   | 44   | 《口碑加演場》 《騙笑耶》 《我的搞笑時代》                           | 《搞笑者們》的創始人 |
| 黃亮鈞                    | 大根   | 32   | 《笑感動天》                                                         | 客席成員             |
| 吳長愷                    | 大愷   | 43   | 《一笑擎天》                                                         | 客席成員             |

## 舞台演出
| 年份   | 名稱                            | 合演                                                         | 備註 |
| 2014年 | 《搞笑者們之騙笑耶 口碑加演場》 | 吳鳳、張立東、無尊、黃豪平、惡魔、大寶、陳大天、惟量、董軒   | 【台北場】台北市水源劇場 9/10(四)PM 7:30 9/11(五) PM 7:30 (錄影場) 9/12(六)PM 3:00 PM 7:30 9/13(日)PM 3:00 PM 7:30 |
| 2015年 | 《搞笑者們2.0 騙笑耶》          | 吳鳳、張立東、無尊、黃豪平、惡魔、大寶、段旭明、惟量、董軒   | 【台北場】國立臺灣藝術教育館南海劇場 4/24(五)PM 7:30 4/25(六)PM 3:00 PM 7:30 4/26(日)PM 3:00 PM 7:30 【高雄場】高雄市文化中心至善廳 4/30 (四)PM 7:30 5/1 (五)PM 3:00 PM 7:30 5/2 (六)PM 3:00 PM 7:30 【台南場】國立臺南生活美學館 5/16 (六) PM 3:00 PM 7:30 5/17(日)PM 3:00 PM 7:30 【台中場】台中大墩文化中心 5/22(五) PM 7:30 5/23(六)PM 7:30 5/24(日)PM 7:30 |
| 2016年 | 《搞笑者們3.0 之我的搞笑時代》  | 吳鳳、張立東、無尊、黃豪平、陳大天、大寶、林東緒、阿量、董軒 | 國立臺灣藝術教育館南海劇場演藝廳(台北市中正區南海路47號) 4／15(五) 19:30 4／16(六) 15:00、19:30 4／17(日) 15:00 4／17(日) 19:30 錄影場 臺中市立大墩文化中心演講廳(台中市西區英才路600號) 4／30(六) 15:00、19:30 5／01(日) 15:00、19:30 高雄市中正文化中心至善廳(高雄市五福一路67號) 6／17(五) 19:30 6／18(六) 15:00、19:30 6／19(日) 15:00、19:30 新竹國立清華大學大禮堂(新竹市東區光復路二段101號) 6／25(六) 19:30                                                         |
| 2017年 | 《搞笑者們4.0 之笑感動天》      | 張立東、無尊、陳大天、大根、惡魔、林東緒、大寶、阿量         | 國立臺灣藝術教育館南海劇場演藝廳(台北市中正區南海路47號) 4／21(五) 19:30 4／22(六) 15:00、19:30 4／23(日) 15:00 4／23(日) 19:30 錄影場 新營文化中心演藝廳(台南市新營區中正路23號) 5／13(六) 15:00 5／14(日) 15:00 臺中市立屯區藝文中心演藝廳(台中市太平區大興路201號) 5／20(六) 15:00、19:30 5／21(日) 15:00 高雄市中正文化中心至善廳(高雄市五福一路67號) 6／23(五) 19:30 6／24(六) 15:00、19:30 6／25(日) 15:00、19:30                                                     |
| 2018年 | 《搞笑者們5.0 之一笑擎天 》     | 張立東、無尊、黃豪平、陳大天、惡魔、林東緒、大寶、大愷       | 台北親子劇場(台北市信義區市府路1號2樓) 4／27(五) 19:30 4／28(六) 15:00、19:30 錄影場 4／29(日) 15:00 新竹縣演藝廳(新竹縣竹北市縣政九路146號) 5／04(五) 19:30 國立臺灣體育運動大學中興堂(台中市北區精武路291-3號) 5／25(五) 19:30 5／26(六) 15:00 員林演藝廳 (彰化縣員林市員林大道二段99號) 6／02(六) 19:30 高雄市文化中心至善廳(高雄市苓雅區五福一路67號) 6／22(五) 19:30 6／23(六) 15:00、19:30 6／24(日) 15:00 新營文化中心演藝廳(台南市新營區中正路23號) 7／21(六) 19:30 |
| 2019年 | 《搞笑者們6.0 老大的金蛋 》     | 張立東、納豆、無尊、陳大天、風田、林東緒、黃建豪、蕭東意     | 高雄市大東文化藝術中心 演藝廳 (高雄市鳳山區017鄰光遠路161號) 11／16 14:30 ~ 11／16 22:00 11／16 14:30 ~ 11／16 17:00 11／16 19:30 ~ 11／16 22:00 |

## 外部連結
- 搞笑者們的Facebook專頁
- 張立東半尷尬Fans Club的Facebook專頁
- 黃豪平的Facebook專頁
- 無尊的Facebook專頁
- 張惡魔吐槽本鋪的Facebook專頁
- 陳大天 Daniel Chen的Facebook專頁
- 林東緒的Facebook專頁
- 夏大寶有.好笑的Facebook專頁
- 大愷 Eric Wu的Facebook專頁